# Saint-Acheul

Saint-Acheul este o comună în departamentul Somme, Franța. În 1 ianuarie 2022 avea o populație de 36 de locuitori.